# Établissement public territorial Est Ensemble
Établissement public territorial Est Ensemble ist ein französischer Gemeindeverband mit der Rechtsform eines Établissement public territorial (EPT) im Département Seine-Saint-Denis in  der Region Île-de-France. Der Gemeindeverband wurde am 1. Januar 2016 gegründet und umfasst neun Gemeinden. Der Verwaltungssitz befindet sich im Ort Romainville.

## Historische Entwicklung
Der Gemeindeverband entstand mit Wirkung vom 1. Januar 2016 im Zuge der Neuschaffung dieser Rechtsform eines Gemeindeverbandes und bezweckt vor allem die teilweise Dezentralisierung der Kommunalverwaltung in der riesigen Métropole du Grand Paris. Die Mitgliedsgemeinden gehören daher beiden Gemeindeverbänden an.

## Mitgliedsgemeinden
| Gemeinde                                      | Einwohner 1. Januar 2022 | Fläche km² | Dichte Einw./km² | Code INSEE | Postleitzahl |
| --------------------------------------------- | ------------------------ | ---------- | ---------------- | ---------- | ------------ |
| Bagnolet                                      | 41.776                   | 2,57       | 16.255           | 93006      | 93170        |
| Bobigny                                       | 55.270                   | 6,77       | 8.164            | 93008      | 93000        |
| Bondy                                         | 51.066                   | 5,47       | 9.336            | 93010      | 93140        |
| Le Pré-Saint-Gervais                          | 16.733                   | 0,70       | 23.904           | 93061      | 93310        |
| Les Lilas                                     | 23.262                   | 1,26       | 18.462           | 93045      | 93260        |
| Montreuil                                     | 110.758                  | 8,92       | 12.417           | 93048      | 93100        |
| Noisy-le-Sec                                  | 45.915                   | 5,04       | 9.110            | 93053      | 93130        |
| Pantin                                        | 60.954                   | 5,01       | 12.166           | 93055      | 93500        |
| Romainville                                   | 35.314                   | 3,44       | 10.266           | 93063      | 93230        |
| Établissement public territorial Est Ensemble | 442.611                  | 39,18      | 11.297           | –          | –            |